# Waldemar John Gallman
Waldemar John Gallman (ur. 27 kwietnia 1899 w Wellsville, zm. 28 czerwca 1980 w Waszyngtonie) – amerykański prawnik, urzędnik konsularny i dyplomata.

## Życiorys
Syn Johna i Henrietty. Ukończył Wellsville High School w Wellsville. Pracował jako kierownik cukierni (1920). Absolwent Uniwersytetu Cornella w Ithace (1921). Pracownik tejże uczelni (1921-1922). Studiował prawo na Georgetown University Law School (1922-1923). Od 1922 pracownik Służby Zagranicznej Stanów Zjednoczonych – III sekretarz ambasady w Hawanie (1922), w Departamencie Stanu (1923-1925), III sekretarz w San Jose (1925-1926), Quito (1929-1930), II sekretarz/konsul w Rydze (1930-1934), Warszawie (1934), konsul w Gdańsku (1934-1938), pracownik Wydziału Spraw Europejskich w Departamencie Stanu (1938-1942), z-ca szefa misji w randze I sekr./konsula/radcy/ministra ambasady w Londynie (1942-1946), ambasador w Warszawie (1948-1950), Pretorii (1951-1954), Bagdadzie (1954-1958). W latach 1958–1961 pełnił funkcję dyrektora generalnego Służby Zagranicznej (U.S. Foreign Service). Następnie wykładał na George Washington University. Pochowany na cmentarzu Rock Creek w Waszyngtonie.

## Źródła
- Waldemar John Gallman
- Waldemar John Gallman